# Adelaida de França
Adelaida de França (Versalles, prop de París, 23 de març de 1732 - Trieste, 18 de febrer de 1808) fou la sisena filla de Lluís XV de França i Maria Leszczyńska.
Fou educada sota la direcció de la senyora de Tallard i la seva mare. No se sap perquè el seu pare Lluís XV l'anomenava Loque (parrac) en la intimitat, però el cert és que estava dotada d'una intel·ligència gens comuna, unida a un caràcter molt sencer, condicions que li valgueren el predomini que durant molts anys exercí sobre tota la família reial. Estudià ciències, música, l'arpa, amb Beaumarchais; l'anglès, l'italià, i dibuix; la rellotgeria, diversió o entreteniment molt en voga en el seu temps, i la prestidigitació.
Sent encara quasi una nena començà a intrigar contra la Pompadour i la du Barry, sent l'ànima del bàndol del Delfí; fou enemiga declarada de Voltaire; el 1749, quan només tenia disset anys, aconseguí tirar per terra els plans financers de Machault, que volia imposar una contribució sobre els béns del clero, amenaçant el seu pare que professaria en un convent sinó desterrava al ministre de la cort, fet que no tardà a succeir, confinant-lo el rei a unes propietats que posseïa a Arnouville. Contribuí a la caiguda de Choisseul.
Després de la mort de Lluís XV, al que cuidà amb gran zel durant la seva última malaltia, impossà a Lluís XVI el comte de Maurepas, combatent en Calonne i en Turgot.
En el nou regnat feu una guerra sorda a la seva neboda Maria Antonieta, sent l'ànima de totes les intrigues de palau, encaminades a conservar la preponderància de la que gaudí en temps de Lluís XV i a lluitar contra les noves idees que començaven a envair la cort. Per fi, Maria Antonieta aconseguí triomfar, i veient Madame Adelaida minvada la seva influència, es consolà emprenent freqüents viatges, acompanyada de la seva germana Victòria, en els quals desplegà un luxe i una ostentació que escandalitzà els seus contemporanis.
Al principi de la Revolució es traslladà a Versalles, abandonant la residència de Bellevue, però en sancionar el rei els decrets sobre la constitució civil del clero, ambdues germanes resolgueren sortir de França, acompanyades d'un nombrós seguici, emportant-se tants diners com pogueren reunir. Des de 1791 a 1796 romangueren a Roma, junt amb la seva germana, més tard es refugiaren a Albano Laziale i d'allà al castell de Caserta, que els cedí el rei de Nàpols, fins que els exèrcits de la República envaïren aquell regne, obligant-les a embarcar-se vers Trieste, on moriren poc temps després: la princesa Victoria el 1799 i Madame Adelaida el 18 de febrer de 1808.